# Piatyj kanał
Piatyj kanał (ros. Пятый канал, tłum. Program piąty), właśc. OAO Tieleradiokompanija Piatyj kanał (ros. ОАО Телерадиокомпания Пятый канал) – rosyjska stacja telewizyjna z siedzibą w Petersburgu. Powstała 7 lipca 1938 (w obecnej formule – w 1997).